# 月賦百貨店
月賦百貨店（げっぷひゃっかてん）とは、割賦販売により商品を販売していた小売店のこと。百貨店とはいうものの、三越や伊勢丹などのいわゆる百貨店とは別物。日本独特の形態である。

## 概要
月賦百貨店の下地となったのは、「椀船」（漆器等の割賦販売）である。1921年に初めて店舗を構えた丸共合資商会も、椀船の行商隊をその母体としている。大正から昭和にかけて、相次いで店舗が立ち並んだ。その後太平洋戦争下の戦時商業統制の対象となりいったんは途切れたものの、戦後のインフレ、統制が一段落するのにあわせ、再び姿を現す。そして昭和40年代には絶頂期を迎えることとなる。
- 多彩な品揃えの商品
- 割賦販売
- 店頭で販売、資金回収

といった特徴を持つ月賦百貨店は、「高価な物は欲しいけれど一括で買えるほど現金はない」という庶民に支持され、活況を呈した。最盛期には丸井、緑屋、丸興、大丸百貨店が業界の大手4社として数えられていた。
しかし、高度成長期による庶民の所得増加、銀行等の販売信用制度の充実により月賦百貨店の特徴は次第に薄れ、大部分の企業は経営不振により整理されていき、上記の大手4社もそれぞれ異なる道を歩むことになる。
丸井は、ハウスカードとして「赤いカード」を発行し、店舗の営業内容を（現金一括払いも扱う）一般的な百貨店型の業態に転換して小売事業を継続、ファッションビルとして定着した。2010年代後半頃より、自社による小売事業を縮小させ、外部テナントを中心とするショッピングセンター業態に転換している。一方で持株会社丸井グループの下、クレジットカード「エポスカード」の発行をはじめとした金融事業を拡大している。
緑屋は西武流通グループ（後のセゾングループ）、丸興はダイエーグループの傘下に入り月賦百貨店事業から撤退し、店舗を順次西武百貨店・ダイエーなどに転換した。緑屋はクレディセゾンとして「セゾンカード」を（UCカードもフランチャイジーとして発行）、丸興はダイエーファイナンス（後のSMBCファイナンスサービス・セディナ→三井住友カード）として「OMCカード」（後の三井住友カードOMC）を発行し、月賦百貨店時代に培った顧客の与信管理能力を活用する形で、クレジットカードの発行と付帯業務に特化した会社となった。
大丸百貨店は、ラオックスと提携して一部店舗を月賦百貨店から家電量販店へ転換、社名を「井門エンタープライズ」に変更する。現在は家電量販店からも撤退、不動産業が主力となった。ただし小売業からの完全撤退ではなく、現在でもグループ内にジュエリーや鉄道模型などの専門店を持つなど一般消費者向けの事業は継続している。
これらの経緯により、現在ではその業態や用語自体が事実上消滅しつつある。

## 歴史
- 1921年 - 丸共合資商会（1912年設立）が、新宿に常設店舗を構える
- 1922年 - 井門冨士逸が東京・品川で大丸商会（後の大丸百貨店）を創業
- 1929年10月8日 - 丸菱百貨店（埼玉県川口市本町）が割賦販売（洋服と家具）を開始[5][6]
- 1931年 - 青井忠治が丸二商会から独立し、中野に店舗を構える（後の丸井）
- 1934年 - 業界団体「月賦研究会」発足
- 1946年 - 丸井（ただし、月賦の再開は1950年）が再開。岡本虎三郎が岡本商店（後の緑屋、現: クレディセゾン）を創業
- 1947年 - 大丸百貨店が再開
- 1950年 - 丸興が東京・亀戸で創業
- 1957年 - 全国月賦百貨店組合連合会、設立
- 1960年 - 丸井、月賦の呼称をクレジットに改めるキャンペーンを実施。「クレジット・カード」を発行[7]

## 全国月賦百貨店組合連合会に加盟した店
- 井野屋（大阪・東大阪・下関・北九州） - 加盟店で唯一、業態を維持して現存する
- 丸井
- 緑屋（現・クレディセゾン）
- 丸興（現・三井住友カード）
- 大丸百貨店（現・井門グループ）
- ほくそうデパート（札幌、函館、旭川、小樽、千歳、室蘭、苫小牧、釧路、帯広、北見、稚内） - 1968年10月[8] ～ 1970年3月（倒産[9]）